# Куты (Ленинградская область)
Ку́ты (фин. Kuutta) — деревня в Опольевском сельском поселении Кингисеппского района Ленинградской области.

## История
Впервые упоминается в Писцовой книге Водской пятины 1500 года как село Кут в Опольском Воздвиженском погосте в Чюди Ямского уезда.
На карте Ингерманландии А. И. Бергенгейма, составленной по шведским материалам 1676 года, обозначена деревня Kyta.
Как деревня Кута она обозначена на «Географическом чертеже Ижорской земли» Адриана Шонбека 1705 года.
Как деревня Кнут упоминается на карте Ингерманландии А. Ростовцева 1727 года.
Как деревня Кут она обозначена на карте Санкт-Петербургской губернии Я. Ф. Шмидта 1770 года.
На карте Санкт-Петербургской губернии Ф. Ф. Шуберта 1834 года обозначена деревня Куты, состоящая из 28 крестьянских дворов.

КУТЫ — деревня принадлежит графам Шуваловым, число жителей по ревизии: 104 м. п., 107 ж. п.; В оной:
 
а) Питейный двор

б) Постоялый двор (1838 год)

В пояснительном тексте к этнографической карте Санкт-Петербургской губернии П. И. Кёппена 1849 года она записана как деревня Kuutta (Куты) и указано количество её жителей на 1848 год: савакотов — 14 м. п., 17 ж. п., всего 31 человек, русских — 151 человек.
Соголасно карте профессора С. С. Куторги в 1852 году деревня Куты, также насчитывала 28 дворов.

КУТЫ — деревня графини Бобринской, по почтовой дороге, число дворов — 25, число душ — 91 м. п. (1856 год)

КУТЫ — деревня, число жителей по X-ой ревизии 1857 года: 91 м. п., 90 ж. п., всего 181 чел.

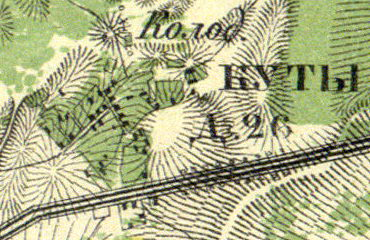
Деревня Куты на карте 1860 года

Согласно «Топографической карте частей Санкт-Петербургской и Выборгской губерний» в 1860 году деревня Куты насчитывала 26 дворов.

КУТЫ (КУТОВ) — деревня владельческая при колодце, число дворов — 29, число жителей: 89 м. п., 97 ж. п. (1862 год)

КУТЫ — деревня, по земской переписи 1882 года: семей — 35, в них 70 м. п., 78 ж. п., всего 148 чел.

КУТЫ — деревня, число хозяйств по земской переписи 1899 года — 25, число жителей: 81 м. п., 73 ж. п., всего 154 чел.;
 разряд крестьян: бывшие владельческие; народность: русская — 135 чел., финская — 10 чел., смешанная — 9 чел..

В конце XIX — начале XX века деревня административно относилась к Ополицкой волости 1-го стана Ямбургского уезда Санкт-Петербургской губернии. Население деревни было смешанным — финско-русским.
С 1917 по 1923 год деревня Куты входила в состав Кутского сельсовета Ополицкой волости Кингисеппского уезда.
С 1923 года в составе Ястребинской волости.
С 1924 года в составе Гурлевского сельсовета.
Согласно данным переписи населения СССР 1926 года в деревне Куты проживали 187 человек, большинство русские, а также эстонцы.
С февраля 1927 года в составе Кингисеппской волости. С августа 1927 года в составе Кингисеппского района.
В 1928 году население деревни Куты также составляло 187 человек.
По данным 1933 года деревня Куты входила в состав Гурлевского сельсовета Кингисеппского района.

План деревни Куты. 1938 год

Согласно топографической карте 1938 года деревня насчитывала 45 дворов, в центре деревни находилась часовня.
C 1 августа 1941 года по 31 января 1944 года деревня находилась в оккупации.
С 1954 года в составе Опольевского сельсовета.
В 1958 году население деревни Куты составляло 76 человек.
По данным 1966, 1973 и 1990 годов деревня Куты также находилась в составе Опольевского сельсовета Кингисеппского района.
В 1997 году в деревне Куты проживали 48 человек, в 2002 году — 36 человек (русские — 94 %), в 2007 году — 59.

## География
Деревня расположена в восточной части района на автодороге А180 (E 20) (Санкт-Петербург — Ивангород — граница с Эстонией) «Нарва».
Расстояние до административного центра поселения — 8 км.
Расстояние до ближайшей железнодорожной станции Кёрстово — 12 км.

## Демография
| 1862 | 2007 | 2010 | 2017 |
| ---- | ---- | ---- | ---- |
| 186  | ↘59  | ↘31  | ↗59  |

### Национальный состав
Согласно данным Всероссийской переписи населения 2021 года в деревне проживали 69 человек, из них:
 русские — 48, грузины — 6, украинцы — 4, таджики — 3, азербайджанцы — 2, казахи — 2, эстонцы — 2, узбеки — 1, чеченцы — 1 человек.